# テレビ寿都放送
テレビ寿都放送（てれびすっつほうそう）は、北海道寿都郡寿都町にある地元家電販売店の株式会社田中電機商会が運営するケーブルテレビ局。前身は、1962年（昭和37年）に難視聴解消目的で設立された「山の手地区テレビ共同受信施設組合」。略称はTVS

## 概要
寿都町は山間部に囲まれている上、日本海側に面しているため、周辺中継局の電波を受信することが困難だった。このため、各地区で共同アンテナを設置して、そこから有線放送で配信していた。
寿都町内で電器店「田中電機商会」を営んでいた田中勲千代（たけちよ）が「テレビを売っている手前、ちゃんと客の面倒を見よう」との思いのもと、共同有線事業に乗り出し、1962年に「山の手地区テレビ共同受信施設組合」を設立。1978年には北海道電波監理局からの認可を受け、1979年から北海道では初めてのケーブルテレビ自主放送を開始。同年1月の第1回放送では寿都中学校の陸上記録会や寿都小学校の100周年式典を取り上げた。その後1981年には日本電子工学院を卒業し音響メーカー・アキュフェーズに務めていた息子の田中則之が帰郷し、息子も番組制作に加わり、2008年には創業者の勲千代が退き則之が中心となり家族の支援を受けながら運営を続けている。電器店裏に倉庫を改装し放送スタジオを置き選挙時には生放送も展開し2014年時点ではビデオテープやハードディスクで3000本以上の記録映像のアーカイブを持ち、2016年時点では年間約50件の町内行事を撮影・編集していた。
2006年6月には「情報発信基地として住民生活向上と情報化推進に多大な貢献をした」として、自主番組重視の姿勢が評価されたこともあり、北海道総合通信局から局長表彰を受賞した。

## サービスエリア
- 寿都町全域

## 主な放送チャンネル

### テレビ局[7]
| デジタル チャンネル | 放送局                                             |
| 011 012 013         | HBC 北海道放送                                     |
| 021 022 023         | NHK 札幌Eテレ                                      |
| 031 032             | NHK 札幌総合                                       |
| 041                 | -                                                  |
| 051 052 053         | STV 札幌テレビ放送                                 |
| 061 062 063         | HTB 北海道テレビ放送                               |
| 071 072 073         | TVh テレビ北海道                                   |
| 081 082             | UHB 北海道文化放送                                 |
| 091                 | -                                                  |
| 101 102 103         | 寿都情報カメラ 寿都道の駅カメラ ショップチャンネル |
| 111 112             | 自主放送（テレビすっつ放送） QVC                   |
| 121                 | -                                                  |
| ------------------- | -------------------------------------------------- |

- テレビ北海道（TVh）は、アナログ放送の中継局が設置されていなかった。他局は隣町・蘭越町港町の尻羽岬に寿都中継局を設置し、寿都町をカバーしている。地上デジタル放送の中継局は、アナログ放送が未開局だったTVhを含めて、アナログ放送の中継局がある隣町・蘭越町との共同緊急総合事業で設置された。
- 光ファイバーではなくメタル（同軸ケーブル）のためBS及び上述以外のCSは配信されていない。
- アナログ時代からの契約上、アナログ9chと11chで歌謡ポップスチャンネルとスカイAのCS放送2局をデジタルからアナログに変換して再放送しているが、アナログ放送が受信できるデジタルテレビでのみ視聴可能。。
- 2010年2月からVHFの3chと4chの間にあるミッドバンド(C14 - C20)で、地上デジタル放送の同時再送信をはじめている。
- コミュニティチャンネルとQVCは2011年にデジタルに移行している。
- (デジタル11ch)表記「田中電機商会1」はマルチ編成で111chテレビすっつ放送がＨＤ（ハイビジョン）、112はQVCがSD放送。
- (デジタル10ch)表記「田中電機商会2」はSD3マルチ編成で101ch局の鉄塔にお天気カメラ、102ch寿都道の駅カメラ、103chショップチャンネル。

## 自主放送の放送内容
主に、寿都町内で行われるイベントを撮影し放送している。放送時間は夕食時に楽しんでほしい思いから19時から開始する形とし、短いときは20時頃まで、長いときは21時を過ぎることもある。イベント映像に関しては「できる限り編集しない」の方針のもと大きなアクシデントがない限りノーカットで放送しており、地域の人そのものを記録する思いのもと運動会では全員の顔が映るようにする等配慮しており、また花火大会など定例イベントの前には前年の映像を再放送し盛り上げている。また、イベント以外には、テレビ寿都放送が他の大手放送局から取材を受けた際のテレビ番組を録画して放送したり、家庭医療関係のビデオを放送したりしている。また、これらの放送時間以外は、テレビ寿都放送からのお知らせ、寿都警察署による交通安全の呼びかけ、CDの売り上げランキングなどが静止画のかたちで放送されている。自主放送番組表は一ヶ月分の放送予定がまとめられており、毎月5日頃に新聞に折り込まれて町内に配布されている。なお、自主放送のビデオは1978年分から保存されており、依頼があれば有償でVHSもしくはDVDにダビングしている。
- 町内外のイベント関係
  - 小中高校の運動会・学芸会・文化祭・入学式・卒業式など
  - ふるさと祭り・弁慶祭り・カキ祭り・おさかな市・神社例大祭・スポーツ大会・文化祭・カラオケ大会・商店街の祭り・商店街の抽選会・戦没者慰霊祭など
  - 近隣町村（島牧村・黒松内町）のイベント
- 行政関係
  - 寿都町長選挙の開票速報[6]
  - 寿都町議会議員選挙の開票速報[6]
  - 役場主催の講演会・町民説明会など
  - 寿都警察署の交通安全説明会
  - 消防署の出初め式・勤続表彰など
- 他局の番組録画の放送
  - どさんこワイド、クイズ!紳助くんなど（当局が取り上げられた番組）
  - HBCのニュース記録集（寿都町付近で起きた事件・事故を当局が取材しHBCに配信したニュースをまとめて放送）
- 既成ビデオの放送
  - 寿都民話デジタル絵本
  - 家庭医療
  - スポーツカイトの世界
  - 気象庁の津波防災ビデオ
  - 人権啓発アニメ　五等になりたい

## テレビ寿都放送を取り上げた番組
テレビ寿都放送は、人口の少ない寿都町にあるケーブルテレビ局であること、北海道で初めて個人局として認可を受けたケーブルテレビ局であること、町の電気店の親子がたった二人で取材・撮影・編集・放送を行っていることなどから、注目を集めている。そのため、大手放送局の番組で寿都町を取り上げる際には、テレビ寿都放送も取り上げられることが多い。これまでに、テレビ寿都放送を取り上げた主な番組は以下の通りである。
- NHK札幌放送局
  - ほっからんど北海道（2006年6月30日放送）
- 日本テレビ放送網（NTV）
  - 1億人の大質問!?笑ってコラえて!（2009年2月4日放送、「日本列島 ダーツの旅」）
  - 月曜から夜ふかし（2014年7月14日放送、「思わず応援したくなる人々を調査してみた件」）
- 朝日放送（ABC）
  - クイズ!紳助くん（1994年3月12日放送、「北の街の日本一小さなCATV局」、レポーターはジミー大西）
- 札幌テレビ放送（STV）
  - どさんこワイド（2006年5月12日放送、「明石のさすらいメガネ旅」）
- 北海道放送（HBC）
  - テレポート2000（2005年10月5日放送、「80歳の現役カメラマン」）
  - ほっかいどう元気びと（2016年12月25日放送）
- 北海道文化放送（UHB）
  - くず哲也のおもしろザウルス（1983年12月18日放送、「ニューメディア新時代」、北海道の自治体初のケーブルテレビである池田町有線テレビと共に取り上げられた）
  - のりゆきのトークDE北海道（2005年5月18日放送、「勝手に親善大使in寿都町」）
  - のりゆきのトークDE北海道（2005年5月30日放送、「フラワーパラダイス」）
- 北海道テレビ放送（HTB）
  - ハナタレナックス（2008年8月14日深夜放送、戸次重幸がロケの一環で生出演）
  - LOVE HOKKAIDO（2024年4月13日）- 出演者二人が急遽TVSニュースに生出演。